# Marco Polo (Oper)
Marco Polo ist eine „Oper in der Oper“ von Tan Dun (Musik) mit einem Libretto von Paul Griffiths. Die Uraufführung fand am 7. Mai 1996 in der Muffathalle in München statt.

## Handlung
Die Oper beschreibt drei parallel verlaufende Reisen der Titelfigur. Die „körperliche Reise“ („Physical Journey“ bzw. „Oper II“) behandelt die Expedition Marco Polos von Venedig in das China des Kublai Khan im 13. Jahrhundert an realen Schauplätzen. Sie ist als „Oper in der Oper“ in die „spirituelle Reise“ („Spiritual Journey“ bzw. „Oper I“) eingebettet, die im „Buch des Zeitraums“ („Book of Timespace“) die vier Jahreszeiten durchläuft. Eine dritte „musikalische Reise“ folgt im Wesentlichen den Schauplätzen der „körperlichen Reise“. Die Szenen der Oper sind den drei Reisen folgendermaßen zugeordnet::6–7
| Spirituelle Reise, Oper I    | Körperliche Reise, Oper II | Musikalische Reise |
| ---------------------------- | -------------------------- | ------------------ |
| Buch des Zeitraums: Winter   |                            |                    |
|                              | Piazza                     | Mittelalter        |
| Buch des Zeitraums: Frühling |                            |                    |
|                              | Meer                       | Mittelalter        |
|                              | Basar                      | Mittlerer Osten    |
| Buch des Zeitraums: Sommer   |                            |                    |
|                              | Wüste                      | Indisch            |
|                              | Himalaja                   | Tibetanisch        |
|                              | Die Mauer                  | Mongolisch         |
| Buch des Zeitraums: Herbst   |                            |                    |
|                              | Die Mauer (Fortsetzung)    | Chinesisch         |

Während die „körperliche Reise“ vorwiegend auf der westlichen Musiktradition basiert (aber auch östliche Instrumente nutzt), sind die Szenen der „spirituellen Reise“, die eine Art Rahmenhandlung vorgeben, stärker von der Peking-Oper inspiriert. Letztere geben Tan Dun zufolge einen „Eindruck von der Zusammengehörigkeit der drei Bewusstseinsebenen menschlicher Erfahrung – Vergangenheit, Gegenwart und Zukunft“ und führen Marco Polo allmählich aus seiner „anfänglichen Gespaltenheit zur inneren Einheit“.
Die verschiedenen Rollen sind außerdem unterschiedlichen Ebenen zugewiesen, die Tan Dun in der Partitur explizit benannte. Die Titelrolle ist zweigeteilt: Während Marco seine wesenhafte, handelnde Seite („Wesen“ bzw. „being“) darstellt, ist die reflektive Seite („Erinnerung“ bzw. „memory“) der Figur des Polo zugewiesen. Die einzige weitere als traditionelle Person bzw. „Wesen“ bezeichnete Rolle ist der Mongolenherrscher Kublai Khan. Hinzu kommt als eine Art Naturgeist („nature“) das personifizierte Wasser als Allegorie für die Marco Polo am nächsten stehende Person. Drei Schattenrollen („shadows“) spiegeln die Einflüsse der verschiedenen Kulturen, mit denen Marco Polo auf seiner Reise nach China konfrontiert wird. Sie nehmen im Verlauf jeweils unterschiedliche Gestalten an.
Die folgende Inhaltsangabe basiert auf der Beschreibung im Handbuch der Oper, dem Programmheft der Amsterdamer Aufführung von 2008 und den Untertiteln der DVD derselben Produktion.

### Das Buch des Zeitraums: Winter
Auf der dunklen Bühne sind lediglich die drei beleuchteten Gesichter von Marco, Polo und Rustichello auszumachen, die an Monde erinnern. Nach einer kurzen Einführung Rustichellos, der sich im Verlauf der Oper immer wieder als Erzähler direkt an das Publikum wendet, stellen die beiden Seiten des Reisenden fest, dass sie jeweils nur die Hälfte des Erlebten berichtet haben. Sie wollen die Reise noch einmal machen und dabei den „Fragesteller“ Rustichello mitnehmen.

### Piazza
Die italienische Piazza ist zugleich ein Symbol für Polos Heimat Venedig als auch für die Unterwelt. Der dritte Schatten beschreibt den Ort wie ein Reiseleiter in Gestalt von Dante gleichermaßen als Stadt und als Wald. Polo singt vom aus der Ferne pfeifenden Wind. Angetrieben von Marco drängt der Chor Polo mit dem in mehreren Sprachen gesungenen Wort „Reise“ („journey“) zum Aufbruch. Gleichzeitig wartet der Mongolenherrscher außerhalb der Bühne auf seinen eigenen Aufbruch zu einer „Reise zu sich selbst […], von der dritten in die erste Person, um Kublai Khan zu werden“. Marco fordert Polo auf, ihn mitzunehmen. Das Wasser als Reisemedium und die Schatten 1 und 2 schließen sich an. Die Abreise entspricht einer Geburt.

### Das Buch des Zeitraums: Frühling
Im Dunkeln bei Mondschein versucht Marco, seinen Aufbruch zu beschreiben. Er vergisst dabei, das Interesse seines Vaters und seines Onkels an Gold und Seide sowie die beiden zunächst mitreisenden Mönche zu erwähnen. Rustichello und Dante weisen ihn auf diese Fehler hin.

### Meer
Marcos Reise über das Wasser beginnt. Polo beschreibt seine Gefühle bei den stärker werdenden Bewegungen des Meeres, während Dante die sichtbaren Aspekte in Form der entschwindenden Türme der Stadt schildert. Ein Sturm bricht aus. Polo beruhigt den ängstlichen Marco. Dante erinnert das zeitliche Auf- und Abflauen des Sturms an die Bewältigung der örtlichen Distanz.

### Basar
Im Durcheinander auf dem Markt erinnert Rustichello an die fehlgeschlagenen Versuche von Marco Polos Vater, Gold zu erlangen. Zwei Läufer füllen Polos Hände mit Tee und Wasser. Marco und Polo dürstet es nach dem Neuen und Unbekannten. Dante erkennt in dem Wirrwarr der verschiedenen Pfade des Basars eine Gefahr. Trotz des Risikos setzen Marco und Polo die Reise fort.

### Das Buch des Zeitraums: Sommer
Rustichello, Marco und Polo betreten die Wüste der Sprachlosigkeit. Hier kann nur noch Rustichello sprechen, während Marco und Polo sich auf die Nachahmung von Sand- und Windgeräuschen beschränken.

### Wüste
Der zweite Schatten erscheint in Gestalt der Scheherazade. Als sie erkennt, dass sich Marco von Polo entfernt hat, beschwört für letzteren eine pantomimische Tanzszene herauf – eine wortlose Liebesgeschichte, mit der sie Polo verführen will, damit er in der Wüste bleibt. Das Wasser versucht das schweigend zu unterbinden, bis Scheherazade ihm mit dem Wort „Stille“ Einhalt gebietet. Da damit die allgemeine Sprachlosigkeit beendet ist, schwindet letztlich auch ihre Tanzpantomime. Scheherazade ist nun machtlos. Marco kehrt zu Polo zurück, und das Wasser drängt zum Aufbruch. Doch noch hat Scheherazade nicht aufgegeben. Die Spannung steigt weiter, bis Kublai Khan von außerhalb der Szene einschreitet. Da er nun zu sich selbst gefunden hat, spricht er von sich in der ersten Person. Doch noch wartet er, ein Fremder in einer fremden Stadt.

### Himalaya
Der Ort ist beherrscht von einer rituellen magischen Stimmung. Polo wartet stumm, während Kublai Khan und die Schatten Dante und Rustichello vom Himalaja singen. Erneut wird Marco an die geschäftlichen Ziele seines Vaters und Onkels erinnert. Das Wasser erkennt, wie Eis und Schnee das Land beherrschen. Ein Läufer verbindet Marco und Polo mit einem seidenen Schal. Polo versteht den Sinn dahinter nicht.

### Die Mauer
Allmählich wird die mächtige und undurchdringbare Chinesische Mauer sichtbar. Sie singt mit der Stimme des Chores und der Schatten. Polo schweigt, doch Marco versucht, ihre Worte zu verstehen.

### Das Buch des Zeitraums: Herbst
Plötzlich bricht Dunkelheit herein. Die Mauer und der Chor sind nicht mehr zu sehen. „Wie Überlebende einer Katastrophe“ sind Solisten zurückgeblieben, die feststellen, dass Marco und Polo nun eine einzige Person seien. Rustichello und Dante fragen Marco Polo, ob er über die Mauer berichtet habe. Da Chor und Orchester diese Frage mit „Nein“ beantworten, muss er den Wahrheitsgehalt seines Berichts verteidigen. Er wird zugleich befragt und von den drei Schatten und dem Wasser belehrt, als sie weitere Ungereimtheiten aufdecken. Marco Polos Verteidigung besteht darin, dass Auslassungen keine Lüge seien. Die Schatten fragen sich daher, ob sie lediglich als „Luft im Wind“, als Traumgestalten existieren. Sie nehmen die Gestalten des chinesischen Poeten Li Po, des deutschen Komponisten Mahler und des englischen Dramatikers Shakespeare an.

### Die Mauer (Fortsetzung)
Die Mauer erscheint erneut.
Kublai Khan ist nun am Ziel und vollständig er selbst. Seine Aufgabe wird es sein, über die Welt zu herrschen. Doch noch singt er von der Stille. Der zweite Schatten, nun in Gestalt der Königin, fordert Marco und Polo zum Bleiben auf. Polo ist wie versteinert. Marco dagegen schweigt – er möchte die Reise fortsetzen. Kublai Khan stimmt der Königin zu, da er den Sinn der Begegnung noch nicht erfasst hat. Marco reißt sich von Polo los und nähert sich Dante, der für ihn sprechen soll. Dante verweist auf den Tod und ein Nachleben im Jenseits. Alle anderen versichern, dass ein solches nicht existieren könne, da der Khan wie eine „beständige Sonne“ die gesamte Welt beherrsche. Polo stimmt wie in Trance in den Gesang ein. Marco dagegen tut dies nur gegen seinen eigenen Willen. Schließlich löst sich Polo aus dem Gleichklang und blickt Marco erwartungsvoll an. Marco durchbricht die Mauer.

## Gestaltung

### Instrumentation
Die Orchesterbesetzung der Oper enthält die folgenden Instrumente:
- Holzbläser: Flöte (auch Piccolo), Blockflöte ad lib., Oboe (auch Englischhorn), Klarinette (auch Bassklarinette), Fagott (auch Kontrafagott)
- Blechbläser: zwei Hörner (auch tibetanische Hörner ad lib.), zwei Trompeten in B, zwei Posaunen
- Schlagzeug (drei Spieler):
  1. Tabla-Trommel, Wassergong (10’’), Tamburin, Basstrommel (gemeinsam mit Spieler 3), Crash-Becken (mittel), Kuhglocken, Chinesische Becken, kleine Trommel (gemeinsam mit Spieler 2), Triangel
  2. Flexaton, Röhrenglocken, Tamtam, Bogen, zwei Bongos, Slapstick, Crash-Becken (groß), kleine Trommel (gemeinsam mit Spieler 1), kleiner Gong der Peking-Oper (gemeinsam mit Spieler 3)
  3. fünf Pauken, Bogen, Xylophon, Basstrommel (gemeinsam mit Spieler 1), chinesische kleine Trommel, kleiner Gong der Peking-Oper (gemeinsam mit Spieler 2), großer Gong der Peking-Oper (vom Pipa-Spieler oder einem vierten Schlagzeuger zu betätigen)
- Harfe
- Klavier (teilweise präpariert)
- Sitar ad lib.
- Pipa ad lib.
- Streicher: mindestens zehn Violinen 1, acht Violinen 2, sechs Bratschen, sechs Violoncelli, vier Kontrabässe
- Zusätzliche Schlaginstrumente: sechs tibetanische Singschüsseln („Singing bowls“, drei für die Schlagzeuger, drei für Kublai, Dante und Rustichello), sechzehn Paar tibetanische Glocken (oder „Finger bells“ für den Chor).

Die „tibetanischen“ Instrumente können laut Angabe in der Partitur vom Komponisten oder vom Verlag bezogen werden.

### Musik
Die Oper enthält im Bild „Wüste“ eine Pantomime der Scheherazade und am Ende des Bildes „Himalaja“ eine Tanzszene.
Musikalisch kombiniert Tan Dun hier westliche Kompositionsstile mit fernöstlichen Traditionen. Bereits in der Eröffnungsszene nutzt er chinesische Schlaginstrumente und von der Peking-Oper inspirierte Gesangslinien mit Glissandi und Falsettpassagen. Es handelt sich dabei aber keinesfalls um eine direkte Imitation chinesischer Formen. Auch in den chinesischen Abschnitten spielen westliche Streichinstrumente mit, und in den Gesangspartien mischen sich sprachliche und klangliche Elemente beider Traditionen. Auch die westlichen Ausführenden haben häufig im östlichen Stil zu singen.
Tan Dun integrierte viele deutlich erkennbare Elemente unterschiedlicher Musikepochen. An die Musik des Mittelalters erinnern beispielsweise der Gregorianische Choral („Plaza“-Szene), Quintparallelen, ein Blockflötensolo oder die Landinoklausel (am Anfang der „Meer“-Szene).
Das Instrumentarium und der Gesangsstil sind häufig mit der geographischen Lage der jeweiligen Szene verbunden. So spielen in der indischen „Wüsten“-Szene Sitar und Tabla zusammen mit dem präparierten Klavier, während die Gesangslinien von Scheherazade und Wasser auf der Zigeunertonleiter basieren. Die „Himalaja“-Szene enthält an tibetanischen Mönchsgesang erinnerndes Gemurmel der Bässe und verwendet tibetanische Instrumente. In der mongolischen „Mauer“-Szene ist Obertongesang der Männer zu hören, und in der chinesischen eine Pipa.
In der „Herbst“-Szene gibt es ein Zitat aus Gustav Mahlers Lied von der Erde, dessen Text „Der Trunkene im Frühling“ auf einem Gedicht von Li Po basiert.

### Libretto
Schon die Glaubwürdigkeit von Marco Polos historischem Bericht über seine Reise nach China ist umstritten. Er hatte den Text nicht selbst veröffentlicht, sondern seine Erlebnisse während einer genuesischen Kriegsgefangenschaft seinem Mithäftling Rustichello da Pisa beschrieben, der daraus mit seiner Erlaubnis das bekannte Buch schuf. Das Libretto Paul Griffiths’ betrachtet die Vorlage entsprechend als interpretierbaren Mythos. Die einzelnen Szenen der Oper sind nach asiatischen Theatertraditionen zusammengestellt und wirken ritualhaft und symbolisch. Auch die Sprache des Texts ist metaphorisch rätselhaft. Sie enthält sowohl östliche als auch westliche Elemente. Zitiert werden beispielsweise der Anfang von Dantes Göttlicher Komödie in der „Basar“-Szene oder ein Gedicht des chinesischen Dichters Li Po in der „Herbst“-Szene (das Mahler-Zitat). An einigen Stellen wechselt der Text in andere Sprachen wie Italienisch, Chinesisch oder Deutsch.

### Kostüme
Für die Kostüme gab Tan Dun konkrete Hinweise. Demnach sollen lediglich die „Wesen“-Figuren Marco und Kublai Khan historisch-realistische Kostüme tragen, die den Kontrast zwischen dem westlichen Mittelalter und China hervorheben. Polo, Dante und Rustichello sollen „neutral“ ohne Bezug auf Zeit, Alter oder den historischen Kontext gekleidet werden. Dante trage dabei grundsätzlich eine Maske, die seinen Mund nicht verdecke. Das Gesicht Rustichellos solle wie bei den Sängern der Peking-Oper bemalt sein. Die Naturgestalt des Wassers solle zusätzlich durch Lichteffekte oder ähnliches hervorgehoben werden. Der zweite Schatten tritt zunächst als Geschichtenerzählerin Scheherazade auf. Ihre Verwandlung in Mahler geschehe lediglich durch eine westliche Jacke. Für ihre dritte Gestalt als Königin brauche nur noch eine geeignete Kopfbedeckung ergänzt zu werden.

## Werkgeschichte
Marco Polo ist Tan Duns erste Oper. Er schrieb sie zwischen 1992 und 1996 im Auftrag des Edinburgh Festival.
Die Uraufführung fand am 7. Mai 1996 im Rahmen der Münchener Biennale in der Muffathalle München statt. Es sangen Thomas Young (Polo), Alexandra Montano (Marco), Dong-Jian Gong (Kublai Khan), Susan Botti (Wasser), Shi-Zheng Chen (Schatten 1), Nina Warren (Schatten 2), Stephen Bryant (Schatten 3). Der Komponist selbst leitete das Netherlands Radio Kamerorkest. Regie führte Martha Clarke.
Kurz darauf erschien die Produktion auch beim Holland Festival in Amsterdam (ein Audio-Mitschnitt hiervon erschien auf CD) und beim Hong Kong Arts Festival. 1997 gab es eine amerikanische Erstaufführung an der New York City Opera. Weitere Aufführungen fanden 1998 der Suntory Hall in Tokio, beim Settembre Musica Festival in Turin, beim Huddersfield Festival und im Barbican Centre in London statt. Die Neue Oper Wien spielte das Werk 1999 (Dirigent: Walter Kobéra, Szene: Erwin Piplits und Ulrike Kaufmann, Marco: Gisela Theisen, Polo: Robert Hillebrand, Schatten 1: Alexander Kaimbacher). 2001 wurde die Oper im Kroatischen Nationaltheater in Zagreb gespielt und 2005 in der Manhattan School of Music in New York (Dirigent: Steve Osgood). 2008 gab es eine Neuproduktion der Nederlandse Opera in Amsterdam (Dirigent: Tan Dun und Steve Osgood, Inszenierung: Pierre Audi), von der ein DVD-Mitschnitt veröffentlicht wurde. Eine weitere Produktion wurde 2013 in der Grieghalle im norwegischen Bergen aufgeführt (Dirigent: Baldur Bronniman, Regie: Netia Jones).
Von der britischen Fachzeitschrift Opera wurde Marco Polo 1996 zur „Oper des Jahres“ gewählt. 1998 erhielt Tan Dun dafür den „Grawemeyer Award for Music Composition“.

## Aufnahmen
- 20. Juni 1996 – Tan Dun (Dirigent), Cappella Amsterdam, Netherlands Chamber Orchestra.
 Thomas Young (Polo), Alexandra Montano (Marco), Dong-Jian Gong (Kublai Khan), Susan Botti (Wasser), Shi-Zheng Chen (Schatten 1), Nina Warren (Schatten 2), Stephen Bryant (Schatten 3).
 Live aus Amsterdam.
 Sony CD: S2K 62912 (2 CD); Nominierung für den Grammy Award 2010 in der Kategorie „Beste Opernaufnahme“.[7]
- November 2008 – Tan Dun (Dirigent), Cappella Amsterdam, Netherlands Chamber Orchestra, Pierre Audi (Inszenierung).
 Charles Workman (Polo), Sarah Castle (Marco), Stephen Richardson (Kublai Khan), Nancy Allen Lundy (Wasser), Zhang Jun (Schatten 1), Tania Kross (Schatten 2), Stephen Bryant (Schatten 3).
 Video; live aus Het Muziektheater Amsterdam.
 Opus Arte OA 1010 D (DVD).[1]